# Sussex megye (Delaware)
Sussex megye az Amerikai Egyesült Államokban, azon belül Delaware államban található. Megyeszékhelye Georgetown, legnagyobb városa Seaford. Lakosainak száma 237 378 fő (2020. április 1.). Sussex megye Dorchester, Worcester, Kent, Wicomico és Caroline megyékkel határos.

## Népesség
A megye népességének változása:
| Lakosok száma | 197 944 | 200 442 | 203 373 | 206 649 | 215 622 | 237 378 |
|               | 2010    | 2011    | 2012    | 2013    | 2015    | 2020    |